# Liste der Stolpersteine in Coppenbrügge
Die Liste der Stolpersteine in Coppenbrügge gibt eine Übersicht über die im Rahmen der Aktion des Künstlers Gunter Demnig verlegten Stolpersteine in der Gemeinde Coppenbrügge in Niedersachsen.

## Beschreibung
In Coppenbrügge wurden seit 2023 bis heute (2024) acht Stolpersteine verlegt. Die 10 × 10 × 10 cm großen Betonquader mit Messingtafel sind in den Bürgersteig vor jenen Häusern eingelassen, in denen die Opfer der nationalsozialistischen Gewaltherrschaft damals wohnten. Die Inschrift der Tafel gibt Auskunft über ihren Namen, ihr Alter und ihr Schicksal. Die Stolpersteine sollen dem Vergessen der Opfer entgegenwirken.

## Stolpersteine in Coppenbrügge
| Adresse                            | Datum der Verlegung | Person                    | Inschrift | Bild |
| ---------------------------------- | ------------------- | ------------------------- | --- | ---- |
| Dörper Straße 41 · (Dörpe) ·       | 12. Okt. 2023       | Inge Heiden (1935–1943)   | HIER WOHNTE INGE HEIDEN JG. 1935 EINGEWIESEN 8.5.1942 ‚LANDES-HEIL-UND PFLEGEANSTALT‘ LÜNEBURG ERMORDET 15.11.1943     |      |
| Niederstraße 13 · (Coppenbrügge) · | 12. Okt. 2023       | Edgar Müller (1942–1944)  | HIER WOHNTE EDELGARD MÜLLER JG. 1942 EINGEWIESEN 16.6.1944 ‚LANDES-HEIL-UND PFLEGEANSTALT‘ LÜNEBURG ERMORDET 22.7.1944 |      |
| Osterstraße 5 · (Coppenbrügge) ·   | 12. Okt. 2023       | Elisa Levy (1889–1941)    | HIER WOHNTE ELISE (LIESCHEN) LEVY GEB. ADLER JG. 1889 DEPORTIERT 15.12.1941 ERMORDET IN RIGA                           |      |
| Osterstraße 5 · (Coppenbrügge) ·   | 12. Okt. 2023       | Oscar Levy (1882–1941)    | HIER WOHNTE OSCAR LEVY JG. 1882 DEPORTIERT 15.12.1941 ERMORDET IN RIGA                                                 |      |
| Osterstraße 12 · (Coppenbrügge) ·  | 12. Okt. 2023       | David Adler (1887–????)   | HIER WOHNTE DAVID ADLER JG. 1887 FLUCHT 1938 USA                                                                       |      |
| Osterstraße 12 · (Coppenbrügge) ·  | 12. Okt. 2023       | Martin Adler (1922–????)  | HIER WOHNTE MARTIN ADLER JG. 1922 FLUCHT 1938 USA                                                                      |      |
| Osterstraße 12 · (Coppenbrügge) ·  | 12. Okt. 2023       | Therese Adler (1889–????) | HIER WOHNTE THERESE (RESI) ADLER GEB. ADLER JG. 1889 FLUCHT 1938 USA                                                   |      |
| Triftstraße 8 · (Brünnighausen) ·  | 12. Okt. 2023       | Ernst Eilers (1939–1945)  | HIER WOHNTE ERNST EILERS JG. 1939 EINGEWIESEN 28.6.1943 ‚LANDES-HEIL-UND PFLEGEANSTALT‘ LÜNEBURG ERMORDET 11.4.1945    |      |